# Famille Hayot
La Famille Hayot est une famille békée descendant du normand Jean Hayot arrivé vers 1684 en Martinique après un passage à Saint-Christophe où il rencontre son épouse Louise Mercier . Leurs enfants s’installent dans les communes du Lamentin, de Ducos, puis du Saint-Esprit, et développent d'abord des plantations de café, puis certains deviennent propriétaires sucriers.

## Rôle de la famille dans l'industrie locale

### Installation
La famille Hayot est propriétaire de plusieurs entreprises en lien avec la canne au fil des siècles. On y compte notamment Jean-François Hayot, qui devient propriétaire sucrier aux Anses-d'Arlet en 1788. C'est aussi dans les années 1780 que la famille devient propriétaire de l'habitation La Sucrerie.
Comme d'autres familles de colons à l'époque, certains membres de la famille Hayot possèdent des plantations et des esclaves avant l'abolition de l'esclavage dans les colonies françaises en 1848.
En 1849, un an après cette abolition, les anciens propriétaires ont été indemnisés par l'État français, de la perte de leurs esclaves. Les indemnités perçues — de 409,98 francs par esclave — l'ont été notamment pour trois membres de la famille avec des montants de 50 990,39 francs pour Hayot/Gallet de Saint Aurin, 3 455,92 francs pour Joseph Hayot ou 3 568,85 francs pour Louis Hayot.

### Age d'or de l'industrie sucrière
Au début du XIXe siècle, avec le déclin de grandes familles sucrières (notamment disparition des Dubuc, perte de vitesse des Le Vassor de la Touche, et absence d'héritier de Auguste Pécoul, le plus important propriétaire et habitant-sucrier de l'île dans les années 1830) et l'abolition de l'esclavage en Martinique la famille Hayot, déjà propriétaire de terre et d'usines, devient la plus grande famille d'usiniers de la Martinique jusqu'à la décennie 1960.
Ainsi, en 1855, l’habitation Audifredy est vendue à la famille Hayot et prend le nom de "Chateau Gaillard"  pour alimenter en cannes l'usine de Rivière-Salée. En 1869 Octave Hayot, ayant fait des études de droit et de mécanique en France hexagonale, fonde l'usine sucrière du Petit-Bourg à Rivière Salée.
A la fin du XIXe siècle et jusqu'à la première décennie du XXe siècle, la surproduction de sucre au niveau mondial entraine une chute des prix, c'est la crise en Martinique et en Guadeloupe  En 1892 Charles Hayot est exproprié par le Crédit Foncier Colonial de l'usine Marquisat en Guadeloupe. En 1896 Marie-Charles "Gabriel" Hayot (1858-1934) détient lui toujours la majorité des actions de l'Habitation Gaigneron avec Fernand Clerc et en 1925 sa fille, Berthe Hayot, se marie à Eugène Aubery et ont majoritairement accès à la propriété. A l'occasion de la grève générale de 1900, Michel Hayot alors propriétaires des usines de Rivière-Salée et de Petit-Bourg refuse une augmentation aux travailleurs du champ, ce qui conduit à une grève qui donnera lieu à la biguine Mamman, popularisée ultérieurement par Léona Gabriel (« "Monsieur Michel" ne voulant pas "donner deux francs à ses ouvriers" »),. Les faillites des usines et distilleries et la concentration des terres entre la fin XIXe siècle et le début du XXe siècle engendrent une hiérarchie au sein des familles békés, de laquelle la famille Hayot sort en tête . Dans les années 1930, E.Revert les cite comme l'une des trois familles possédant la Martinique
Léon Hayot est présenté en 1944 comme le « conseiller privé » du gouverneur en raison de sa place dans l'« élite économique locale ». Quelques années plus tard, en 1960, il tient à la télévision des propos racialistes mettant en avant la « race pure » des békés.

### Diversification
En 1970 on compte 116 Hayot à la Martinique et 7 en Guadeloupe.
Au milieu du XXe siècle, la taille des exploitations sucrières diminuent (en particulier au profit de la banane), tout comme le rendement des plantations (notamment en lien avec la mécanisation). Les usines n'étant plus suffisamment ravitaillées, certaines ferment. L'usine de Petit Bourg ferme en 1968 et celle de l'habitation Gaigneron en 1981.[non pertinent]
Les deux fils de Léon Hayot, Yves (1927-2017) et son cadet Bernard se diversifient au sein de leurs groupes respectifs.
Yves Hayot est d'abord dirigeant de l'usine sucrière du François jusqu'à sa fermeture en 1966 à la suite de son père  mais acquiert l'usine du Lareinty . Il se reconverti dans la production de rhum (propriétaire au cours de sa vie notamment de la distillerie du Simon et des Rhums HSE, avec son fils José Hayot) et co-fonde la Coderum. Il devient président de la Société d'intérêt collectif agricole de la banane martiniquaise au début des années 1990 et jouera un rôle important dans le développement de cette plantation et dans l’ouverture au marché européen de la banane. Son rôle à la fois à la fois SICABAM et à la tête de la société Laguarigue, en charge de l'importation du chlordécone dans les Antilles, sera central dans le scandale de la pollution du chlordécone aux Antilles françaises. Le groupe Yves Hayot controle aussi plusieurs société en lien avec la vente de peinture (SIAPOC), de matériel informatique (Micro Force), etc..
Bernard Hayot entreprend dans l'élevage de poulets en 1960 et se diversifie quelques années plus tard dans de nombreuses autres branches de l'économie locale, créant le Groupe Bernard Hayot.
Bernard Hayot est nommé commandeur de la légion d'honneur en 2011 et grand officier de la légion d'honneur en 2024. Avec l'age, il passe la main à ses fils, Stéphane et Rodolphe Hayot.
En 1986 les deux frères rachètent l'Habitation Clément dont ils ferment la distillerie (désormais effectuée à l'usine du Simon), ne gardant que les chais de vieillissement et la mise en bouteille. Malgré la diversification, Yves et Bernard sont ainsi encore tous les deux actionnaires dans plusieurs entreprises en lien avec la canne et le rhum au début du XXIe siècle, notamment la distillerie du Simon, l'exploitation du Lareinty ou l'exploitation Lapalun. L'exploitation agricole du Lareinty est présidée par Jean-Michel Hayot, petit-fils de Léon Hayot, qui est resté davantage centrée sur l'agriculture, en particulier la banane et la canne à sucre.

## Rôle de la famille dans la politique martiniquaise
Certains membres de la famille ont occupé des positions politiques.
Ainsi, les membres suivants ont occupé un siège de maire sur l'ile: Joseph Michel Hayot est maire des Anses d'Arlets en 1838 et  Joseph Hayot en 1857, Eric Hayot est maire de Saint-Esprit de 1987 à mars 2014, Louis Hayot est maire des Trois Ilets en en 1854, Mme Marie Joseph Gabriel Hayot en 1934 et Marie-Charles "Gabriel" Hayot en 1898, Simon Joseph Hayot est élu maire de Ducos en 1941 et Auguste Hayot maire de Rivière Salée en 1860.
Marie-Charles "Gabriel" Hayot est également président du conseil général de Martinique de 1912 à 1922 et de 1922 à 1923.

## Généalogie
Personnes citées dans cet article:
|                                 |                                 |                                 |                                 |                                 |                                 |                         |                         | Jean "Joli-Coeur" HAYOT (1652-1711) |                           |                           |                           |                                                          |                                                          |                                                          |                                                          |                                                          |                                                          |                                   |                                   |                          |                          |                                            |                                            |                                            |                                            |                                            |                                            |                                           |                                           |                                          |                                          |                                          |                                          |                                          |                                          |  |  |  |  |  |  |  |  |  |  |  |  |  |  |  |  |  |  |  |  |  |  |
|                                 |                                 |                                 |                                 |                                 |                                 |                         |                         |                                     |                           |                           |                           |                                                          |                                                          |                                                          |                                                          |                                                          |                                                          |                                   |                                   |                          |                          |                                            |                                            |                                            |                                            |                                            |                                            |                                           |                                           |                                          |                                          |                                          |                                          |                                          |                                          |  |  |  |  |  |  |  |  |  |  |  |  |  |  |  |  |  |  |  |  |  |  |
|                                 |                                 |                                 |                                 |                                 |                                 |                         |                         | Jean-François HAYOT (1733-1788)     |                           |                           |                           |                                                          |                                                          |                                                          |                                                          |                                                          |                                                          |                                   |                                   |                          |                          |                                            |                                            |                                            |                                            |                                            |                                            |                                           |                                           |                                          |                                          |                                          |                                          |                                          |                                          |  |  |  |  |  |  |  |  |  |  |  |  |  |  |  |  |  |  |  |  |  |  |
|                                 |                                 |                                 |                                 |                                 |                                 |                         |                         |                                     |                           |                           |                           |                                                          |                                                          |                                                          |                                                          |                                                          |                                                          |                                   |                                   |                          |                          |                                            |                                            |                                            |                                            |                                            |                                            |                                           |                                           |                                          |                                          |                                          |                                          |                                          |                                          |  |  |  |  |  |  |  |  |  |  |  |  |  |  |  |  |  |  |  |  |  |  |
|                                 |                                 |                                 |                                 |                                 |                                 |                         |                         |                                     |                           |                           |                           |                                                          |                                                          |                                                          |                                                          |                                                          |                                                          |                                   |                                   |                          |                          |                                            |                                            |                                            |                                            |                                            |                                            |                                           |                                           |                                          |                                          |                                          |                                          |                                          |                                          |  |  |  |  |  |  |  |  |  |  |  |  |  |  |  |  |  |  |  |  |  |  |
| Jean-François HAYOT (1762-1794) | Jean-François HAYOT (1762-1794) | Jean-François HAYOT (1762-1794) | Jean-François HAYOT (1762-1794) | Jean-François HAYOT (1762-1794) | Jean-François HAYOT (1762-1794) |                         |                         |                                     |                           |                           |                           |                                                          |                                                          | Joseph "Michel" HAYOT (1786-1852)                        | Joseph "Michel" HAYOT (1786-1852)                        | Joseph "Michel" HAYOT (1786-1852)                        | Joseph "Michel" HAYOT (1786-1852)                        | Joseph "Michel" HAYOT (1786-1852) | Joseph "Michel" HAYOT (1786-1852) |                          |                          |                                            |                                            |                                            |                                            |                                            |                                            |                                           |                                           |                                          |                                          |                                          |                                          |                                          |                                          |  |  |  |  |  |  |  |  |  |  |  |  |  |  |  |  |  |  |  |  |  |  |
| Jean-François HAYOT (1762-1794) | Jean-François HAYOT (1762-1794) | Jean-François HAYOT (1762-1794) | Jean-François HAYOT (1762-1794) | Jean-François HAYOT (1762-1794) | Jean-François HAYOT (1762-1794) |                         |                         |                                     |                           |                           |                           |                                                          |                                                          | Joseph "Michel" HAYOT (1786-1852)                        | Joseph "Michel" HAYOT (1786-1852)                        | Joseph "Michel" HAYOT (1786-1852)                        | Joseph "Michel" HAYOT (1786-1852)                        | Joseph "Michel" HAYOT (1786-1852) | Joseph "Michel" HAYOT (1786-1852) |                          |                          |                                            |                                            |                                            |                                            |                                            |                                            |                                           |                                           |                                          |                                          |                                          |                                          |                                          |                                          |  |  |  |  |  |  |  |  |  |  |  |  |  |  |  |  |  |  |  |  |  |  |
|                                 |                                 |                                 |                                 |                                 |                                 |                         |                         |                                     |                           |                           |                           |                                                          |                                                          |                                                          |                                                          |                                                          |                                                          |                                   |                                   |                          |                          |                                            |                                            |                                            |                                            |                                            |                                            |                                           |                                           |                                          |                                          |                                          |                                          |                                          |                                          |  |  |  |  |  |  |  |  |  |  |  |  |  |  |  |  |  |  |  |  |  |  |
|                                 |                                 |                                 |                                 | Louis HAYOT (1813-1878)         | Louis HAYOT (1813-1878)         | Louis HAYOT (1813-1878) | Louis HAYOT (1813-1878) | Louis HAYOT (1813-1878)             | Louis HAYOT (1813-1878)   |                           |                           | Marie Claire "Octavie" GALLET de SAINT-AURIN (1823-1902) | Marie Claire "Octavie" GALLET de SAINT-AURIN (1823-1902) | Marie Claire "Octavie" GALLET de SAINT-AURIN (1823-1902) | Marie Claire "Octavie" GALLET de SAINT-AURIN (1823-1902) | Marie Claire "Octavie" GALLET de SAINT-AURIN (1823-1902) | Marie Claire "Octavie" GALLET de SAINT-AURIN (1823-1902) |                                   |                                   | Joseph HAYOT (1814-1885) | Joseph HAYOT (1814-1885) | Joseph HAYOT (1814-1885)                   | Joseph HAYOT (1814-1885)                   | Joseph HAYOT (1814-1885)                   | Joseph HAYOT (1814-1885)                   |                                            |                                            | Auguste HAYOT (1816-1881)                 | Auguste HAYOT (1816-1881)                 | Auguste HAYOT (1816-1881)                | Auguste HAYOT (1816-1881)                | Auguste HAYOT (1816-1881)                | Auguste HAYOT (1816-1881)                |                                          |                                          |  |  |  |  |  |  |  |  |  |  |  |  |  |  |  |  |  |  |  |  |  |  |
|                                 |                                 |                                 |                                 | Louis HAYOT (1813-1878)         | Louis HAYOT (1813-1878)         | Louis HAYOT (1813-1878) | Louis HAYOT (1813-1878) | Louis HAYOT (1813-1878)             | Louis HAYOT (1813-1878)   |                           |                           | Marie Claire "Octavie" GALLET de SAINT-AURIN (1823-1902) | Marie Claire "Octavie" GALLET de SAINT-AURIN (1823-1902) | Marie Claire "Octavie" GALLET de SAINT-AURIN (1823-1902) | Marie Claire "Octavie" GALLET de SAINT-AURIN (1823-1902) | Marie Claire "Octavie" GALLET de SAINT-AURIN (1823-1902) | Marie Claire "Octavie" GALLET de SAINT-AURIN (1823-1902) |                                   |                                   | Joseph HAYOT (1814-1885) | Joseph HAYOT (1814-1885) | Joseph HAYOT (1814-1885)                   | Joseph HAYOT (1814-1885)                   | Joseph HAYOT (1814-1885)                   | Joseph HAYOT (1814-1885)                   |                                            |                                            | Auguste HAYOT (1816-1881)                 | Auguste HAYOT (1816-1881)                 | Auguste HAYOT (1816-1881)                | Auguste HAYOT (1816-1881)                | Auguste HAYOT (1816-1881)                | Auguste HAYOT (1816-1881)                |                                          |                                          |  |  |  |  |  |  |  |  |  |  |  |  |  |  |  |  |  |  |  |  |  |  |
|                                 |                                 |                                 |                                 |                                 |                                 |                         |                         |                                     |                           |                           |                           |                                                          |                                                          |                                                          |                                                          |                                                          |                                                          |                                   |                                   |                          |                          |                                            |                                            |                                            |                                            |                                            |                                            |                                           |                                           |                                          |                                          |                                          |                                          |                                          |                                          |  |  |  |  |  |  |  |  |  |  |  |  |  |  |  |  |  |  |  |  |  |  |
|                                 |                                 |                                 |                                 |                                 |                                 |                         |                         |                                     |                           |                           |                           |                                                          |                                                          |                                                          |                                                          |                                                          |                                                          |                                   |                                   |                          |                          |                                            |                                            |                                            |                                            |                                            |                                            |                                           |                                           |                                          |                                          |                                          |                                          |                                          |                                          |  |  |  |  |  |  |  |  |  |  |  |  |  |  |  |  |  |  |  |  |  |  |
| Octave HAYOT (1843-1892)        | Octave HAYOT (1843-1892)        | Octave HAYOT (1843-1892)        | Octave HAYOT (1843-1892)        | Octave HAYOT (1843-1892)        | Octave HAYOT (1843-1892)        |                         |                         | Charles HAYOT (1845-1916)           | Charles HAYOT (1845-1916) | Charles HAYOT (1845-1916) | Charles HAYOT (1845-1916) | Charles HAYOT (1845-1916)                                | Charles HAYOT (1845-1916)                                |                                                          |                                                          | Michel HAYOT (1852-1929)                                 | Michel HAYOT (1852-1929)                                 | Michel HAYOT (1852-1929)          | Michel HAYOT (1852-1929)          | Michel HAYOT (1852-1929) | Michel HAYOT (1852-1929) |                                            |                                            | Marie Charles "Gabriel" HAYOT (1858-1934)  | Marie Charles "Gabriel" HAYOT (1858-1934)  | Marie Charles "Gabriel" HAYOT (1858-1934)  | Marie Charles "Gabriel" HAYOT (1858-1934)  | Marie Charles "Gabriel" HAYOT (1858-1934) | Marie Charles "Gabriel" HAYOT (1858-1934) |                                          |                                          |                                          |                                          |                                          |                                          |  |  |  |  |  |  |  |  |  |  |  |  |  |  |  |  |  |  |  |  |  |  |
| Octave HAYOT (1843-1892)        | Octave HAYOT (1843-1892)        | Octave HAYOT (1843-1892)        | Octave HAYOT (1843-1892)        | Octave HAYOT (1843-1892)        | Octave HAYOT (1843-1892)        |                         |                         | Charles HAYOT (1845-1916)           | Charles HAYOT (1845-1916) | Charles HAYOT (1845-1916) | Charles HAYOT (1845-1916) | Charles HAYOT (1845-1916)                                | Charles HAYOT (1845-1916)                                |                                                          |                                                          | Michel HAYOT (1852-1929)                                 | Michel HAYOT (1852-1929)                                 | Michel HAYOT (1852-1929)          | Michel HAYOT (1852-1929)          | Michel HAYOT (1852-1929) | Michel HAYOT (1852-1929) |                                            |                                            | Marie Charles "Gabriel" HAYOT (1858-1934)  | Marie Charles "Gabriel" HAYOT (1858-1934)  | Marie Charles "Gabriel" HAYOT (1858-1934)  | Marie Charles "Gabriel" HAYOT (1858-1934)  | Marie Charles "Gabriel" HAYOT (1858-1934) | Marie Charles "Gabriel" HAYOT (1858-1934) |                                          |                                          |                                          |                                          |                                          |                                          |  |  |  |  |  |  |  |  |  |  |  |  |  |  |  |  |  |  |  |  |  |  |
|                                 |                                 |                                 |                                 |                                 |                                 |                         |                         |                                     |                           |                           |                           |                                                          |                                                          |                                                          |                                                          |                                                          |                                                          |                                   |                                   |                          |                          |                                            |                                            |                                            |                                            |                                            |                                            |                                           |                                           |                                          |                                          |                                          |                                          |                                          |                                          |  |  |  |  |  |  |  |  |  |  |  |  |  |  |  |  |  |  |  |  |  |  |
|                                 |                                 |                                 |                                 |                                 |                                 |                         |                         |                                     |                           |                           |                           |                                                          |                                                          |                                                          |                                                          |                                                          |                                                          |                                   |                                   |                          |                          | Marie Joséphine "Berthe" HAYOT (1893-1943) | Marie Joséphine "Berthe" HAYOT (1893-1943) | Marie Joséphine "Berthe" HAYOT (1893-1943) | Marie Joséphine "Berthe" HAYOT (1893-1943) | Marie Joséphine "Berthe" HAYOT (1893-1943) | Marie Joséphine "Berthe" HAYOT (1893-1943) |                                           |                                           | Marie Joseph "Gabriel" HAYOT (1891-1968) | Marie Joseph "Gabriel" HAYOT (1891-1968) | Marie Joseph "Gabriel" HAYOT (1891-1968) | Marie Joseph "Gabriel" HAYOT (1891-1968) | Marie Joseph "Gabriel" HAYOT (1891-1968) | Marie Joseph "Gabriel" HAYOT (1891-1968) |  |  |  |  |  |  |  |  |  |  |  |  |  |  |  |  |  |  |  |  |  |  |
|                                 |                                 |                                 |                                 |                                 |                                 |                         |                         |                                     |                           |                           |                           |                                                          |                                                          |                                                          |                                                          |                                                          |                                                          |                                   |                                   |                          |                          | Marie Joséphine "Berthe" HAYOT (1893-1943) | Marie Joséphine "Berthe" HAYOT (1893-1943) | Marie Joséphine "Berthe" HAYOT (1893-1943) | Marie Joséphine "Berthe" HAYOT (1893-1943) | Marie Joséphine "Berthe" HAYOT (1893-1943) | Marie Joséphine "Berthe" HAYOT (1893-1943) |                                           |                                           | Marie Joseph "Gabriel" HAYOT (1891-1968) | Marie Joseph "Gabriel" HAYOT (1891-1968) | Marie Joseph "Gabriel" HAYOT (1891-1968) | Marie Joseph "Gabriel" HAYOT (1891-1968) | Marie Joseph "Gabriel" HAYOT (1891-1968) | Marie Joseph "Gabriel" HAYOT (1891-1968) |  |  |  |  |  |  |  |  |  |  |  |  |  |  |  |  |  |  |  |  |  |  |
|                                 |                                 |                                 |                                 |                                 |                                 |                         |                         | Léon HAYOT (1900-1962)              |                           |                           |                           |                                                          |                                                          |                                                          |                                                          |                                                          |                                                          |                                   |                                   |                          |                          |                                            |                                            |                                            |                                            |                                            |                                            |                                           |                                           |                                          |                                          |                                          |                                          |                                          |                                          |  |  |  |  |  |  |  |  |  |  |  |  |  |  |  |  |  |  |  |  |  |  |
|                                 |                                 |                                 |                                 |                                 |                                 |                         |                         |                                     |                           |                           |                           |                                                          |                                                          |                                                          |                                                          |                                                          |                                                          |                                   |                                   |                          |                          |                                            |                                            |                                            |                                            |                                            |                                            |                                           |                                           |                                          |                                          |                                          |                                          |                                          |                                          |  |  |  |  |  |  |  |  |  |  |  |  |  |  |  |  |  |  |  |  |  |  |
|                                 |                                 |                                 |                                 |                                 |                                 |                         |                         |                                     |                           |                           |                           |                                                          |                                                          |                                                          |                                                          |                                                          |                                                          |                                   |                                   |                          |                          |                                            |                                            |                                            |                                            |                                            |                                            |                                           |                                           |                                          |                                          |                                          |                                          |                                          |                                          |  |  |  |  |  |  |  |  |  |  |  |  |  |  |  |  |  |  |  |  |  |  |
| Yves HAYOT (1927-2017)          | Yves HAYOT (1927-2017)          | Yves HAYOT (1927-2017)          | Yves HAYOT (1927-2017)          | Yves HAYOT (1927-2017)          | Yves HAYOT (1927-2017)          |                         |                         |                                     |                           | Bernard HAYOT (1934)      | Bernard HAYOT (1934)      | Bernard HAYOT (1934)                                     | Bernard HAYOT (1934)                                     | Bernard HAYOT (1934)                                     | Bernard HAYOT (1934)                                     |                                                          |                                                          |                                   |                                   |                          |                          |                                            |                                            |                                            |                                            |                                            |                                            |                                           |                                           |                                          |                                          |                                          |                                          |                                          |                                          |  |  |  |  |  |  |  |  |  |  |  |  |  |  |  |  |  |  |  |  |  |  |
| Yves HAYOT (1927-2017)          | Yves HAYOT (1927-2017)          | Yves HAYOT (1927-2017)          | Yves HAYOT (1927-2017)          | Yves HAYOT (1927-2017)          | Yves HAYOT (1927-2017)          |                         |                         |                                     |                           | Bernard HAYOT (1934)      | Bernard HAYOT (1934)      | Bernard HAYOT (1934)                                     | Bernard HAYOT (1934)                                     | Bernard HAYOT (1934)                                     | Bernard HAYOT (1934)                                     |                                                          |                                                          |                                   |                                   |                          |                          |                                            |                                            |                                            |                                            |                                            |                                            |                                           |                                           |                                          |                                          |                                          |                                          |                                          |                                          |  |  |  |  |  |  |  |  |  |  |  |  |  |  |  |  |  |  |  |  |  |  |
|                                 |                                 |                                 |                                 |                                 |                                 |                         |                         |                                     |                           |                           |                           |                                                          |                                                          |                                                          |                                                          |                                                          |                                                          |                                   |                                   |                          |                          |                                            |                                            |                                            |                                            |                                            |                                            |                                           |                                           |                                          |                                          |                                          |                                          |                                          |                                          |  |  |  |  |  |  |  |  |  |  |  |  |  |  |  |  |  |  |  |  |  |  |
| José HAYOT                      | José HAYOT                      | José HAYOT                      | José HAYOT                      | José HAYOT                      | José HAYOT                      |                         |                         | Stéphane HAYOT                      | Stéphane HAYOT            | Stéphane HAYOT            | Stéphane HAYOT            | Stéphane HAYOT                                           | Stéphane HAYOT                                           |                                                          |                                                          | Rodolphe HAYOT                                           | Rodolphe HAYOT                                           | Rodolphe HAYOT                    | Rodolphe HAYOT                    | Rodolphe HAYOT           | Rodolphe HAYOT           |                                            |                                            | Jean-Michel HAYOT                          | Jean-Michel HAYOT                          | Jean-Michel HAYOT                          | Jean-Michel HAYOT                          | Jean-Michel HAYOT                         | Jean-Michel HAYOT                         |                                          |                                          |                                          |                                          |                                          |                                          |  |  |  |  |  |  |  |  |  |  |  |  |  |  |  |  |  |  |  |  |  |  |

### Videos
- propos d'un Monsieur HAYOT en 1960 (INA)